# Noriko Ueda
Noriko Ueda, née le 14 mars 1972 à Takarazuka, est une bassiste, compositrice et arrangeuse de jazz japonaise.

## Biographie
Noriko Ueda nait le 14 mars 1972 à Takarazuka, dans la banlieue d'Osaka,.
De ses 4 ans à ses 20 ans, elle étudie le piano classique. Elle apprend la basse électrique à 16 ans. À partir de ses 18 ans et pendant deux ans, elle apprend également le chant lyrique à l'université de musique d'Osaka. C'est à cette époque qu'elle apprend la contrebasse, qui devient son instrument principal.
Diplômée début 1992, elle fréquente les clubs de jazz d'Osaka, où elle accompagne Kenny Barron, Joe Chambers, Benny Green, Roy Hargrove, Jimmy Smith ou Grady Tate. De 1994 à 1995, elle joue avec le pianiste Kiyoshi Takeshita.
Grâce à une bourse B.E.S.T., elle part aux États-Unis étudier la composition au Berklee College of Music, d'où elle sort diplômée en 1997. Elle y participe à l'album Summa Cum Jazz: The Best Of Berklee College Of Music (1997).
En 1996, elle monte Groovin' Girls, un groupe féminin et japonais avec Takana Miyamoto (piano) et Masumi Inaba (batterie), avec qui elle enregistre et apparaît à la télévision,.
Noriko Ueda compose beaucoup, notamment pour big bands. Elle fait partie de Diva, un big band féminin dirigé par la batteuse Sherrie Maricle, avec qui elle a également enregistré en trio,.
En 2002, sa composition pour big band Castle in the North, en hommage à Manny Albam, remporte le prix de composition Charlie Parker de la BMI Foundation (en),.
Son premier album en tant que leadeuse, Debut, est sorti en 2015. Elle est entourée de Ted Rosenthal (piano) et Quincy Davis (batterie).
Elle fait partie du supergroupe Artemis, aux côtés de Renee Rosnes, Cécile McLorin Salvant, Anat Cohen, Melissa Aldana, Ingrid Jensen et Allison Miller. Leur premier album Artemis est sorti en 2020 chez Blue Note Records.

## Récompenses
- 2002 : sa composition Castle in the North remporte le prix de composition Charlie Parker de la BMI Foundation (en)[1],[5]

## Discographie

### En tant que leadeuse ou coleadeuse
- 2015 : Debut (Terashima Records)
- 2020 : Artemis, avec le groupe Artemis (Blue Note)
- 2023 : In Real Time, avec le groupe Artemis (Blue Note)
- 2025 : Arboresque, avec le groupe Artemis (Blue Note)

### En tant qu'invitée

#### Avec Sherrie Maricle
- 2002 : Live in Concert, Sherrie Maricle and the DIVA Jazz Orchestra
- 2005 : Present TNT - A Tommy Newson Tribute, Sherrie Maricle and the DIVA Jazz Orchestra (Lightyear Entertainment)
- 2009 : Never Never Land, The Diva Jazz Trio (Arbors Records)
- 2010 : The Man And His Music, Johnny Mandel featuring Sherrie Maricle and the DIVA Jazz Orchestra (Arbors Records)
- 2014 : A Swingin' Life, Diva (MCG Jazz)
- 2016 : Special Kay, The Diva Jazz Orchestra
- 2017 : 25th Anniversary Project, The Diva Jazz Orchestra (ArtistShare)
- 2019 : Diva + The Boys, The Diva Jazz Orchestra (MCG Jazz)

#### Avec Ted Rosenthal
- 2010 : So in Love, Ted Rosenthal Trio (SS Jazz)
- 2010 : Impromptu, Ted Rosenthal Trio (Playscape Recordings)

#### Autres collaborations
- 2003 : Numinous, The Music of Joseph C. Phillips Jr. (Numen Records)
- 2004 : Marlene VerPlanck, It's How You Play The Game (Audiophile)
- 2006 : Maria Anadon Featuring Five Play, A Jazzy Way (Arbors Records)
- 2006 : Satoshi Inoue, Melodic Compositions (What's New Records)
- 2009 : Andy Scott, Don't Tempt Fate
- 2013 : Ayako Shirasaki, Some Other Time (Jan Matthies Records)
- 2017 : Takaaki, New Kid in Town (Albany Records)
- 2019 : Five Play, Live from the Firehouse Stage
- 2020 : Alicia Crowe, Sings Tribute to Alberta Hunter Live! (The SpitSLAM Record Label Group)
- 2021 : Andrea Wright, September in the Rain (Disk Union)